# Seaford (East Sussex)

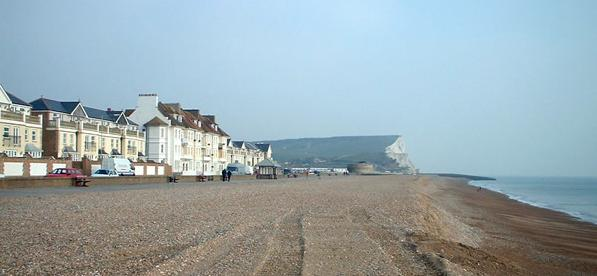
Seaford Beach

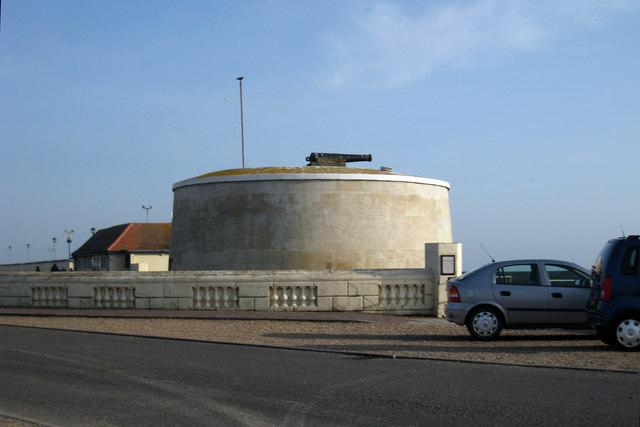
Martello Tower Seaford

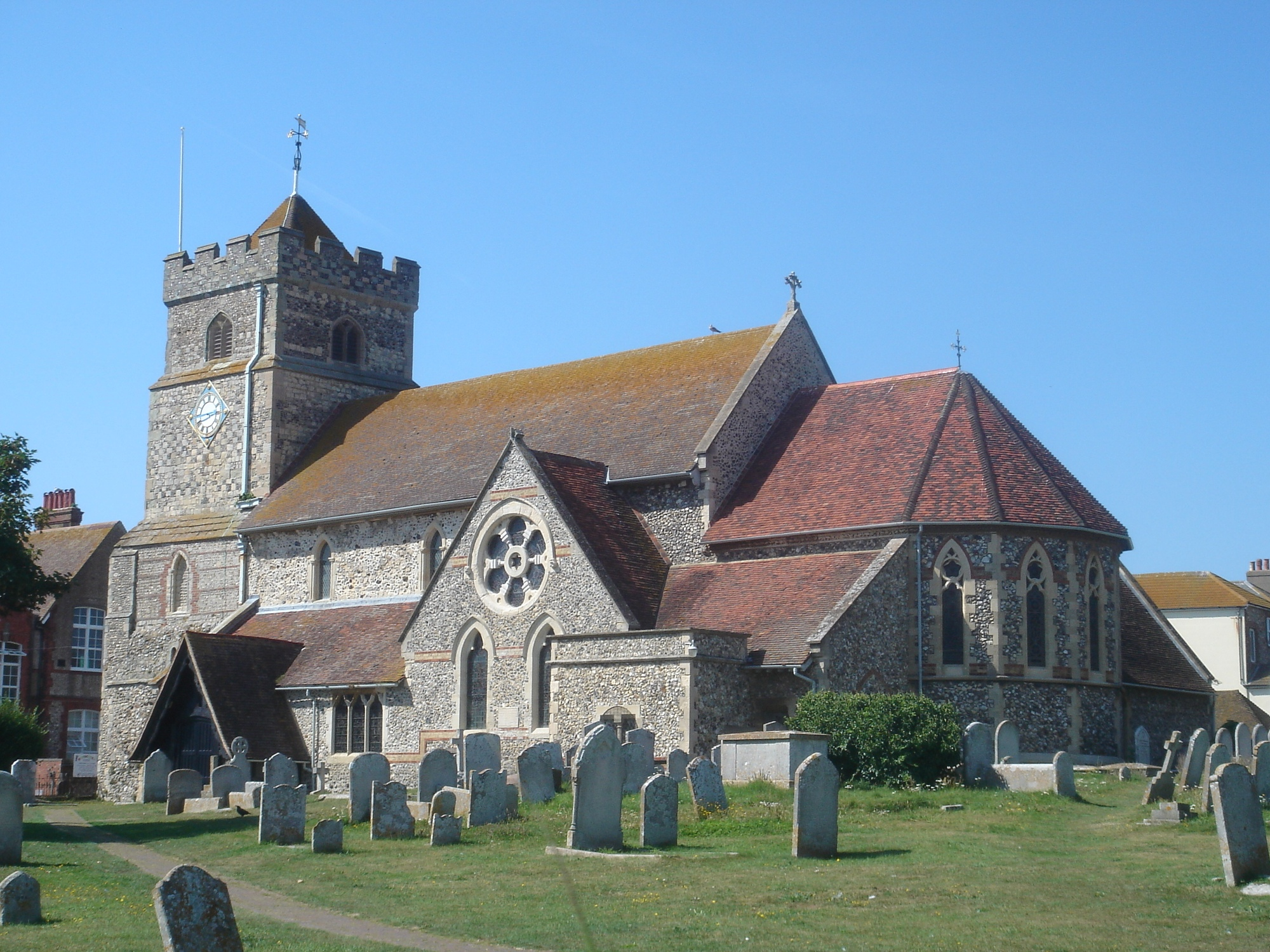
St Leonard's Church

Seaford ist eine Küstenstadt und ein Civil Parish in der englischen Grafschaft East Sussex und liegt an der Südküste östlich von Newhaven und westlich von Eastbourne. Die Einwohnerzahl betrug 2011 circa 23.500.
In Seaford befindet sich das Seaford Head Community College. Östlich der Stadt liegen die Seven Sisters. Außerdem rühmt sich der Ort mit den westlichsten Martello-Türmen der Südküste Englands. Die in der kleinen Küstenstadt stehenden Türme beherbergen heutzutage ein Museum.

## Geschichte
Die Stadt wurde im Parlament durch drei Abgeordnete vertreten, die später das Amt des Premierministers ausübten. Henry Pelham vertrat sie von 1717 bis 1722, William Pitt, 1. Earl of Chatham von 1747 bis 1754 und George Canning im Jahre 1827.
Seaford galt bis zum Reform Act 1832, als es mit dem Wahlkreis Lewes vereinigt wurde, als Rotten borough. Eine Gemeinde (civil parish) ist es jedoch erst seit 1999, nach Jahren ohne Gemeindezugehörigkeit. Von 1894 bis 1974 war Seaford ein Urban District.
Der Gemeinderat wurde als einziger im Lewes District von der Regierung für seine Qualitäten gelobt. Mit dieser Auszeichnung gestalten sich Partnerschaften und Obligationen für die Stadt weitaus weniger kompliziert als normalerweise.

## Partnerschaften
Seit dem 20. Mai 1984 ist Seaford Partnerstadt von Bönningstedt im schleswig-holsteinischen Kreis Pinneberg. Außerdem ist Seaford Partnerstadt von Crivitz in Mecklenburg-Vorpommern.

## Persönlichkeiten
- Pamela Rooke (1955–2022), Model und Schauspielerin

## Sonstiges
Der Kunsthistoriker und Doppelagent Anthony Blunt ging in der Stadt zur Schule. Außerdem ist Seaford der Geburtsort des Schauspielers Oscar Lloyd.
Seaford hat mit Peter White einen der am längsten aktiven Stadtschreier in England und Wales, der 1977 durch die Distriktverwaltung von Lewes dazu ernannt wurde.
Mit den Seaford Lifeguards hat die Stadt eine Gruppe von Rettungsschwimmern. Sie arbeiten unbezahlt und bewachen die Strände des Ortes.